# Dragões de Garagem
Dragões de Garagem é um podcast brasileiro educativo e independente fundado em setembro de 2012. É  um dos principais podcasts brasileiros de divulgação científica. Além dos episódios sobre ciência, também publicam episódios de interesse público, como vacinas, entrevistas com pesquisadores e episódios temáticos, como as Olimpíadas e o mês da mulher.

## História
O podcast Dragões de Garagem foi originalmente lançado em setembro de 2012 sob criação dos biólogos Luciano Queiroz e Lucas Camargos, e teve seu nome inspirado pela obra The Demon-Haunted World, de Carl Sagan. A produção surgiu com o intuito de falar de ciência de forma menos formal e, em 2020, sua equipe reunia 14 pessoas. Ao longo dos anos, ficou notório como um dos maiores podcasts do gênero no Brasil, desenvolvendo atividades também em vídeos e quadrinhos, como o quadro Cientirinhas.

## Outros projetos

### Cientirinhas
As Cientirinhas são uma webcomic de humor com teor científico criada pelo publicitário e cartunista Marco Merlin, que leva o conhecimento científico para fora do meio acadêmico. Os temas são abrangentes, incluindo física, cultura nerd, geografia, personalidades e sociedade, com o mais abordado sendo astronomia. A parceria com o Dragões de Garagem começou por iniciativa de Merlin em janeiro de 2016. Hoje, as cientirinhas são usadas em livros didáticos e provas de vestibular e possuem uma coletânea publicada pela editora Miguilim. A periodicidade era quinzenal, mas passou a ser semanal.
O lema das Cientirinhas é: "venha pela piada, fique pela ciência". Apesar disso, Marco Merlin se define como um leigo na área científica, mas acompanhava o noticiário e passou a incluir o tema em seu trabalho. Ele tem Carl Sagan como sua inspiração.
A cientirinha mais popular foi a de número 113, publicada em 2018. Nela, várias mortes estão em uma reunião de negócios para aumentar a efetividade da empresa e uma sugere criar um supervírus. Em contrapartida, outra morte sugere propagar notícias falsas sobre vacinas e usar os vírus e bactérias de sempre. Ela é então promovida a funcionária do mês. A tira viralizou e foi traduzida para 14 línguas diferentes, além de ter virado meme.
Em 2020, Marco Merlin, em parceria com Luciano Queiroz, publicou uma tira sobre o ciclo de vida dos insetos aquáticos do cerrado, resumindo em seis páginas um experimento da Universidade Federal de Goiás feito em 2016. Os pesquisadores inseriram cinco bolsas de nylon com pedras, habitats artificiais, em riachos intermitentes e as retiravam semanalmente para o estudo. O processo descrito denomina-se sucessão ecológica.
Em 17 de julho de 2021, a editora Miguilim publicou uma coletânea das Cientirinhas. O lançamento foi apresentado online pela quadrinhista Aline Lemos e contou com a participação de Iberê Thenório, do canal do Youtube Manual do Mundo. Outros que elogiaram o livro foram Atila Iamarino e Luciano Queiroz.

### Notícias da Garagem
O canal do Youtube traz notícias semanais sobre artigos publicados recentemente em revistas de alto impacto e faz parte do Science Vlogs Brasil.

### Trabalho de mesa
É um podcast sobre teatro financiado com recursos do Fundo de Apoio à Cultura do Distrito Federal. Foi criado pela Equipe Teatral Confins-Artisticos em maio de 2014. Seu último episódio foi o de número 65, publicado em abril de 2021.

## Público
Em 2017, Luciano Queiroz e outros cientistas publicaram uma pesquisa no periódico Anais da Academia Brasileira de Ciências analisando as respostas referentes aos podcasts Dragões de Garagem e Fronteiras da Ciência na PodPesquisa 2014, que coletava dados como as preferências e a demografia dos participantes. Foi constatado que havia um viés de gênero entre os ouvintes, de maioria homens, que tinha como causa o modo como o podcast era compartilhado. Os ouvintes eram também de profissões majoritariamente masculinas, e transmitiam o programa apenas aos seus pares.

## Desempenho
Dragões de Garagem figurou ocasionalmente entre os podcasts de maior audiência no Brasil. O podcast estreou na parada de Top Podcasts da Apple Podcasts em setembro de 2014 e alcançou, como pico, a #9 posição em 13 de janeiro de 2015. Nos anos seguintes, o podcast oscilou significativamente nas paradas, figurando em meses específicos.

## Integrantes
- Lucas Camargo
- Patrick Simões
- Bárbara Paes
- Matheus Cortezi
- Gabriela Sobral
- Natália Aguiar
- André Thieme
- Tabata Bohlen
- Marina Monteiro
- Pedro Taucce
- Luciano Queiroz

### Ex-integrantes
- Daniel Capua
- Bruno Spacek
- Vitor Nascimento
- Natália Dörr
- Luiz Bento
- Estrela Steinkirch
- Fabian Menezes[20]